# Kepler-26 c
Kepler-26 c (KOI 250.01, KOI-250 c, KIC 9757613 c, 2MASS J18594583+4633595 c) — вторая экзопланета у звезды Kepler-26 в созвездии Лебедя.
Планета Kepler-26 b относится к классу очень теплых нептунов. Её максимальная масса и истинный радиус равны 38 % и 32 % юпитерианских. Она обращается очень близко к родительской звезде — на расстоянии около 0,107 а. е., совершая полный оборот вокруг светила за 17 с лишним суток. Однако грубые оценки истинной массы планеты (таймингом транзитов) говорят о том, что она тяжелее Земли всего в три раза.

## Родная звезда
Kepler-26 — звезда, которая находится в созвездии Лебедь на расстоянии около 1591 светового года от нас. Вокруг звезды обращаются, как минимум, две планеты и два неподтверждённых кандидата в планеты — Kepler-26d и Kepler-26e.
Кepler-26 представляет собой небольшую звезду 15,4 видимой звёздной величины. Она значительно легче и меньше нашего Солнца. Масса звезды равна 65 % солнечной, а радиус — 59 %.

## Статьи
- Jason H. Steffen et all. Transit Timing Observations from Kepler: III. Confirmation of 4 Multiple Planet Systems by a Fourier-Domain Study of Anti-correlated Transit Timing Variations (англ.). — 2012. — arXiv:1201.5412v1.
- William D. Cochran et all. Kepler 18-b, c, and d: A System Of Three Planets Confirmed by Transit Timing Variations, Lightcurve Validation, Spitzer Photometry and Radial Velocity Measurements (англ.). — 2011. — arXiv:1110.0820v1.
- William J. Borucki. Characteristics of planetary candidates observed by Kepler, II: Analysis of the first four months of data (англ.). — 2011. — arXiv:1102.0541v2.
- Stephen R. Kane, Dawn M. Gelino. Decoupling Phase Variations in Multi-Planet Systems (англ.) // The Astrophysical Journal. — IOP Publishing, 2012. — arXiv:1211.6747v1.
- Montet B., Johnson J. DModel-Independent Stellar and Planetary Masses from Multi-Transiting Exoplanetary Systems (недоступная ссылка — история) (англ.). — 2012. — arXiv:1211.4028v1.

## Каталоги
- Kepler-26 с (англ.). exoplanets.org. Архивировано 2 сентября 2013 года.
- Kepler-26 с (англ.). Open Exoplanet Catalogue. Архивировано из оригинала 2 сентября 2013 года.
- Kepler-26 с (англ.) (недоступная ссылка — история). Ames Research Center.
- Kepler-26 с (англ.). NASA Exoplanet Archive. Архивировано 2 сентября 2013 года.
- Kepler-26 с (англ.). SIMBAD. Архивировано 2 сентября 2013 года.